# Thripsaphis utahensis
Thripsaphis utahensis är en insektsart som beskrevs av Frank Hall Knowlton och L.L. Hall 1950. Thripsaphis utahensis ingår i släktet Thripsaphis och familjen långrörsbladlöss. Inga underarter finns listade i Catalogue of Life.